# Phaeophilacris cavicola
Phaeophilacris cavicola är en insektsart som beskrevs av Lucien Chopard 1934. Phaeophilacris cavicola ingår i släktet Phaeophilacris och familjen syrsor.

## Underarter
Arten delas in i följande underarter:
- P. c. cavicola
- P. c. yanapensis